# FC 볼룬타리
FC 볼룬타리(Fotbal Club Voluntari)는 일포브 주 볼룬타리를 연고로 하는 루마니아의 축구 클럽이다. 2010년 인테르 볼룬타리(Inter Voluntari)라는 이름으로 창단되었으며 2015-16 시즌부터 리가 I에 참가하고 있다.

## 성적
- 리가 II 우승 1회 (2014-15)
- 리가 III 우승 1회 (2013-14)
- 리가 IV 일포브 주 리그 준우승 1회 (2012-13)
- 쿠파 로므니에이 우승 1회 (2016-17)

## 선수 명단

### 현역
참고: FIFA 자격 규정에 따라 소속된 국가대표팀 국기를 표시합니다. 선수는 복수의 FIFA 비회원국 국적을 가지고 있을 수 있습니다.
| 번호 | 포지션 | 국적   | 이름            |
| ---- | ------ | ------ | --------------- |
| 5    | DF     | 몰도바 | 이고르 아르마스 |
| 11   | MF     |        | 도루 안드레이   |

| 번호 | 포지션 | 국적       | 이름        |
| ---- | ------ | ---------- | ----------- |
| 77   | MF     | 슬로바키아 | 아담 네메츠 |

## 역대 감독
| 감독          | 임기   |
| ------------- | ------ |
| 아드리안 무투 | 2018 ~ |

틀:FC 볼룬타리 선수 명단